# Complexo argilo-húmico

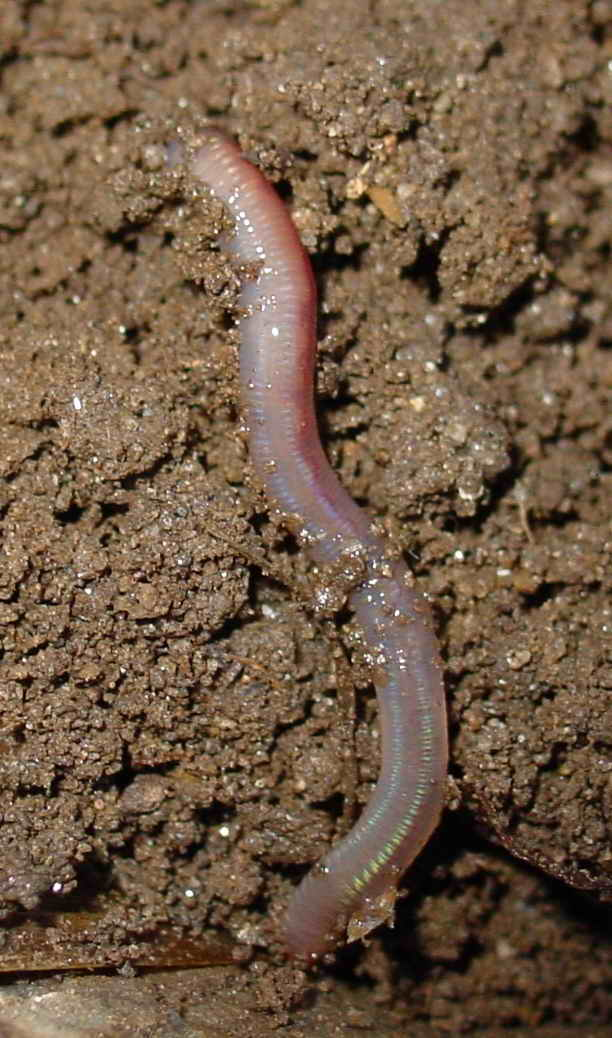
O tubo digestivo dos vermes do grupo Lumbricina (minhocas) está munido de um órgão especializado que facilita a ligação entre as micelas de matéria orgânica e as particulas de argilas para formação dos turrículos.

Modelo conceptual do complexo argilo-húmico (CAH) e dos iões adsorvidos.

Complexo argilo-húmico (ou complexo organomineral) é a designação dada nas ciências do solo à formação de uma estrutura química supramolecular de agregados de fragmentos orgânicos, especialmente de substâncias húmicas, com partículas inorgânicas, especialmente minerais argilosos, através do estabelecimento de pontes de hidrogénio e pela intercalação de catiões metálicos. Tanto os minerais argilosos quanto as substâncias húmicas são coloides do solo que, em conjunto com a matéria orgânica presente em diversos estados de decomposição e os quelatos entre estes materiais e os iões presentes na solução do solo, dão origem ao quimismo típico dos solos e são em boa parte responsáveis pela sua fertilidade.

## Descrição
Nas condições ambientais normais dos solos, as substâncias orgânicas húmicas ligam-se com partículas minerais do solo para formar aglomerados micelares que estabilizam a estrutura do solo. Tais agregados são formadas a partir de soluções coloidaiss de minerais de argila através do estabelecimento de pontes de cálcio com as substâncias húmicas presentes nos solos. Enquanto os minerais de argila e os resíduos de ácido húmico (dipolos orgânicos) das partículas de húmus são carregados negativamente, os iões de Ca2+ ou outros catiões multivalentes, por exemplo Mg2+, atuam como ponte neutralizante funcionando como ligação entre a fração orgânica e a fração mineral. Os compostos organominerais resultantes deste processo são referidos como o «complexo argilo-húmico» ou «complexo cálcio-argila-húmus» do solo.
Uma mistura particularmente intensa de substâncias orgânicas e minerais ocorre no intestino das minhocas (Lumbricina), onde os agregados são estabilizados pela mucilagem secretada pelas paredes do tubo digestivo. O complexo organo-húmico resultante é posteriormente processado pelas bactérias e fungos presentes no biota do solo. Esta construção viva só ocorre com forte atividade da vida do solo em solos superficiais ricos em húmus e nutrientes, nos quais se forma uma estrutura sob a camada humífera que resulta numa manta de húmus em aerobiose designada por húmus doce (por vezes referido por mull).
O complexo formado estabiliza o solo contra erosão e assoreamento, cria condições favoráveis para o equilíbrio de ar e água no volume de poros do solo e, assim, permite uma maior fertilidade do solo. Ao ligar os iões de sais nutrientes carregados positivamente, essas substâncias, que são importantes para as plantas, não podem ser arrastadas para as camadas mais profundas do solo pela infiltração das águas da chuva, permanecendo assim biodisponíveis para as plantas. Estes iões são posteriormente libertados do complexo argilo-húmico pelos sistemas radiculares da plantas e pelas estruturas fúngicas associadas por meio de troca iónica e utilizados nos seus processos vitais.
A presença destes agregados confere elasticidade à estrutura do solo afetando de forma favorável a agregação do solo. A sustentabilidade da camada arável do solo é promovida pela vida do solo com a formação de complexos argilo-húmicos. As estruturas fisicamente condicionadas do solo são favoráveis apenas para o cultivo por um curto período relativamente curto porque rapidamente perdem sua função através de fendilhação e posterior deterioração. O cultivo excessivo, no entanto, leva à desintegração de todas as estruturas promovidas pela formação de complexos argilo-húmicos, sendo que em horticultura, esse erro cultural é chamado de "moagem morta" de um solo.

### Características
O complexo argilo-húmico (CAH) é uma associação de coloides de matéria orgânica (húmus) e de matéria inorgânica mineral ou mineraloide (argilas), carregados negativamente, com iões carregados positivamente (catiões). Estas estrutura supramoleculares unem o húmus às argilas, formando boa parte dos agregados constituintes dos solos.
É um complexo adsorvente que tem a propriedade de reter os catiões presentes no solo (Mg2+, Ca2+, K+, H+, Na+, NH4+, entre outros) por interações eletrostáticas e formação de pontes de hidrogénio. Esses elementos carregados positivamente podem então atrair aniões ou grupos aniónicos, em particular fosfatos (PO43−). A capacidade de troca catiónica corresponde à soma dos catiões que que podem ser trocados com a solução do solo e com as estruturas radiculares e micorrízicas presentes.
Essa ligação «argila + elementos minerais + húmus» é um dos muitos fenómenos que contribuem para a pedogénese. A profundidade e a importância da formação dos complexos variam de acordo com a natureza das argilas e do húmus, bem como do tipo de ligação envolvida na formação do complexo e factores ambientais como o pH e o clima também entram em jogo determinando a intensidade de formação e as características e estabilidade dos complexos formados.
A floculação promovida pela presença dos complexos argilo-húmicos leva à formação de agregados com estabilidade suficiente para promover uma estrutura arejada e aumentar a capacidade de retenção de água do solo. A presença destes complexos também limita o arrastamento pelas águas de infiltração de iões, coloides e outros materiais em solução ou suspensão para o fundo do perfil pedológico. No que respeita ao escoamento superficial, também limita o arrastamento para as águas vizinhas (rios, lagos) de argilas superficiais por lessivagem dos materiais coloidais em suspensão na solução do solo ou daqueles que sejam dispersos (especialmente se faltarem catiões) nas águas. Esse mecanismo é essencial à manutenção da biodisponibilidade de sais minerais essenciais às plantas, reduzindo a lixiviação de catiões, o que representa um factor essencial de fertilidade do solo.

### Modalidades de de formação de complexos
Na solução do solo, os coloides de argila e de húmus são constantemente agitados por movimento browniano, repelindo-se devido às suas cargas negativas. Em consequência, as partículas são tendencialmente mantidas na condição de coloides dispersos, mas podem agregar-se através de processos de floculação devido a reacções de sorção e de dessorção que vão ocorrendo entre a solução do solo e a fracção sólida. Estes processos de floculação e de dispersão, são em maior ou menor escala reversíveis no contexto das oscilações das condições físico-químicas normais dos solos, especialmente no que respeita à variação do teor de água no solo, do seu pH e do seu potencial redox.

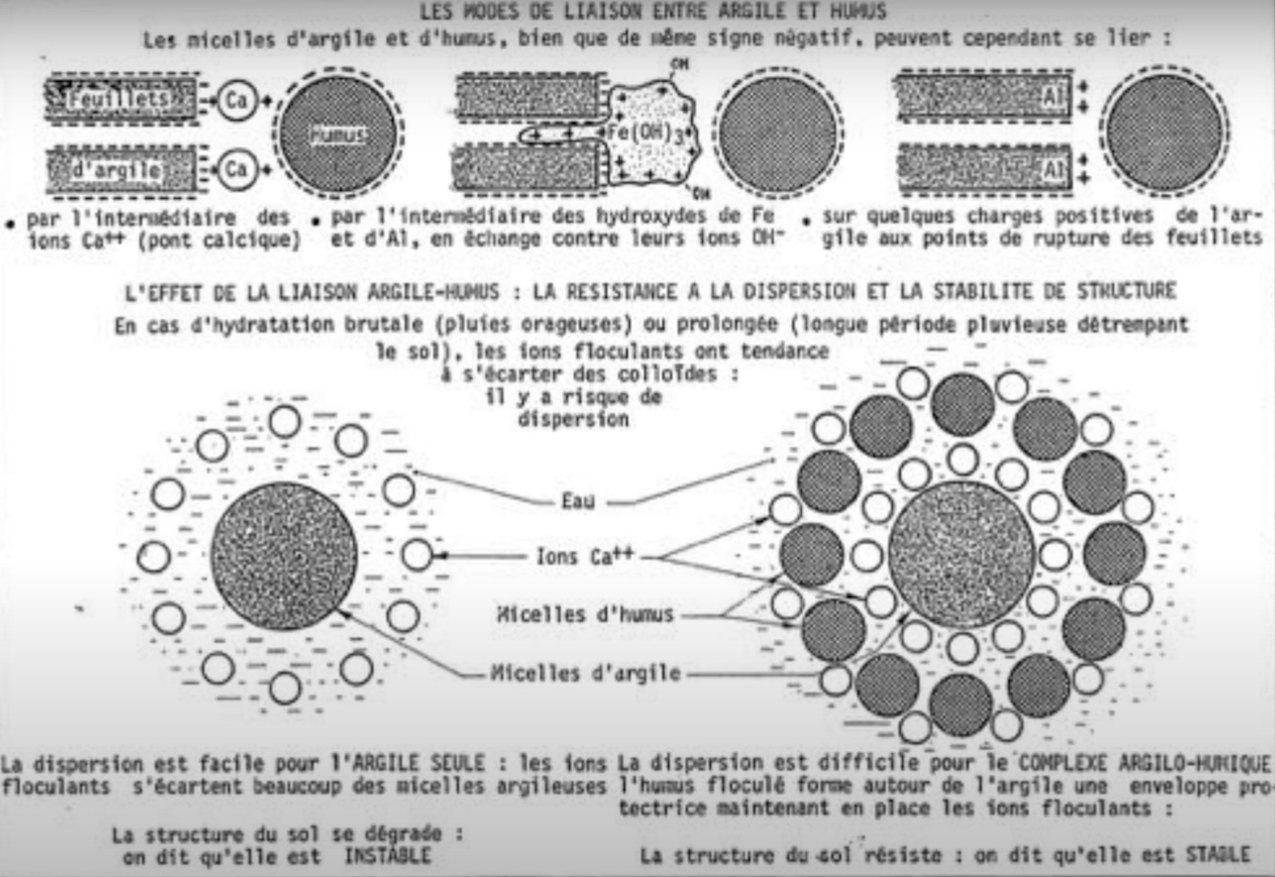
As moléculas de húmus, electronegativas como as das argilas, não se podem fixar directamente sobre a fracção mineral. Apesar disso, podem formar complexos segundo três modos de ligação: (1) pontes catiónicas (Ca^{2+}, Mg^{2+} e outros catiões bivalentes); (2) ligação por intermédio de hidróxidos de ferro e de alumínio; e (3) ligação directa em pontos de ruptura da estrutura cristalina da folhas de silicato.

Tendo e conta a distribuição de electronegatividade nas frações orgânica e mineral, e a distribuição de iões na solução do solo e nos coloides presentes nas diversas fracções do solo, conhecem-se pelo menos três modalidades de agregação (ver figura acima):
1. Formação de pontes catiónicas entre as argila e os coloides húmicos[5][8][9][12] — Estas ligações resultam, dependendo das condições do solo, da formação de pontes iónicas resultantes de catiões bivalentes hidratados como Ca2+ e Mg2+.[9][12] Os complexos mais fortes observados são baseados em pontes de cálcio formadas em solos calcários ou que tenham sido sujeitos a calagem.[9][11][12] A presença destes complexos ricos em pontes de cálcio conferem ao solo resistência à dispersão pela água e à mineralização do húmus em geral.[9] Nestes casos, apenas o catião Mg2+ consegue ter tendência em dispersar estes coloides,[9][12] pois, com efeito, o catião Mg2+ é mais hidratado do que o catião Ca2+. A neutralização das cargas positivas transportadas pelo Mg2+ pelas moléculas de água reduz o poder floculante destes catiões na presenção dos iões de cálcio.[9] Em consequência, quando associado ao Ca2+ que se encontra em maior quantidade na maioria dos solos, o Mg2+ causa floculação.[9][12] Finalmente, a contribuição privilegiada de cálcio que é trazida para os solos pelos uso de corretivos agrícolas cálcicos ou calco-magnesianos é explicada pelo facto de este elemento ser pouco biodisponível e ter reduzida interferência nas raízes das plantas e sobre a microfauna do solo.[13]
2. Ligação por intermédio de hidróxidos de ferro ou de alumínio carregados positivamente em meio ácido[8][9][14][15] — Este modo de fixação, menos estável que as pontes de cálcio, envolve catiões trivalentes hidratados, como o Fe3+ e o Al3+ (catiões resultantes essencialmente da alteração de minerais ferromagnesianos).[16] Este é o mecanismo dominante de formação de complexos argilo-húmicos observados nos solos castanhos das regiões temperadas, nos quais, ao fim de largos períodos, a lixiviação causa o seu progressivo empobrecimento em cálcio, ião que vai sendo substituído pelos iões de ferro e de magnésio, menos solúveis, libertados pela meteorização da rocha-mãe.[9][14][15]
3. Adsorção por fixação direta de coloides húmicos carregados negativamente nos pontos de quebra de folhas de argila[8][9] — Quando a fratura de uma folha de sílica ou uma folha de alumina revela uma carga positiva,[9] estes locais passam a ser pontos de ligação para estruturas húmicas negativamente carregadas. Os pontos de descontinuidades da estrutura cristalina da fracção argílica, particularmente numerosos em situações de ordenamento de curto alcance, como ocorre nos mineraloides, passam a ser locais privilegiados de formação dos complexos argilo-húmicos.

O envelope protetor formado pela água mantida por coloides de húmus ao redor das argilas impede a dispersão de partículas de argila em caso de precipitação intensa e promove a retenção desses complexos nas camadas mais superficiais do solo. Com efeito, os iões de elementos metálicos e seus sais são facilmente combinados com a matéria orgânica (MO) para formar complexos organometálicos. Contudo, a sua presença e atividade dependem da natureza geoquímica dos constituintes geológicos presentes e do seu estado de ionização nas condições edáficas existentes. Além do ferro, os metais mais abundantes no solo são o alumínio e o manganês. As suas combinações com a matéria orgânica do solo (MO) são menos interessantes do que as baseadas no ferro para o quimismo do solo porque, por um lado, a ligação com o alumínio é muito forte e causa um bloqueio da MO e, por outro lado, a ligação com o manganês é muito instável e sensível à lixiviação, pouco contribuindo para a sustentabilidade dos complexos organo-húmicos formados. Os iões metálicos são ainda mais móveis e fortemente biodisponíveis, especialmente quando o ambiente seja ácido, pelo que a sua superabundância é causa problemas de toxicidade para a atividade microbiana e para o crescimento das plantas. Além disso, o filme húmus que se forma em torno das partículas minerais ricas em catiões também impede a dissolução dos agregados de argila, enquanto os complexos argilo-húmicos preservam a degradação da matéria orgânica.

### Propriedades dos complexos argilo-húmicos
Os complexos argilo-húmicos com a sua muito elevada superfície específica têm a propriedade de ser fortemente adsorventes, o que permite fixar muitos minerais fortemente solúveis, que de outra forma seriam rapidamente lixiviados, na estrutura do solo. A formação dessa ligação argila + mineral + húmus é chamada complexólise porque pode retirar os iões de alumínio ou ferro da superfície dos minerais presentes na fracção inorgânica do solo e promover a sua transferência para a fracção coloidal. É um dos muitos fenómenos que participam no processo de pedogénese, sendo que a profundidade e a importância desse mecanismo varia de acordo com o clima, o pH do solo e a qualidade das argilas e húmus em presença.
As propriedades de adsorção desses complexos são agronomicamente interessantes e até vitais, porque apenas esses complexos são capazes de fixar no solo catiões que são nutrientes essenciais para a vegetação, o que os deixaria móveis no solo e por isso facilmente mobilizáveis para serem arrastados pelas águas de infiltração, pelo vento em condições de secura e por todos os restantes processos propiciadores da lixiviação dos solos. Entre os iões que ficariam vulneráveis à mobilização para fora das camadas superiores do solo contam-se o Fe3+, Al3+, Mg2+, Ca2+, K+ e os protões H+, que podem mobilizar conjuntamente os grupos aniónicos aos quais estejam ligados, em particular o fosfato (PO43−), que, por este mecanismo formam compostos insolúveis, resultando, entre outros, em problemas de assimilabilidade do fósforo no solo. Nos casos em que a ligação iónica é feita atraves de iões de cálcio (Ca2+), a estrutura resultante é designada por ponte cálcica (ou ponte de cálcio).
Essa mesma propriedade tem um grande valor do ponto de vista ecotoxicológico, já que esses complexos podem realmente fixar, ou pelo menos temporariamente inertizar por redução da biodisponibilidade no solo, catiões tóxicos como metais pesados, outros metais tóxicos ou radionuclídeos, que ficando sequestrados fora da fracção solúvel em água ou mobilizável pelo vento.
O complexo argilo-húmico quando hidratado funciona melhor como estrutura de retenção de iões do que isoladamente se comportam as micelas de argilas ou de materiais húmicos, com grandes vantagens para a fauna e microfauna e para a microflora do solo, tanto mais que o biota do solo para além dos benefícios que colhe deste complexo é também parte impostante na sua produção e sustentabilidade, num ciclo virtuso que contribui para a sustentabilidade e fertilidade do solo. A hidratação mínima também é necessária para a estabilidade desse complexo (desertificação é acompanhada pela destruição desses complexos).
| Argila (fracção mineral) carga – | ← | iões minerais (troca permanente de iões) carga + | → | Húmus (fracção orgânica) carga – |

## Atividade biológica
A ligação entre as argilas (carga negativa) e o húmus (também carga negativa) é feita por iões positivos. No entanto, essa ligação é instável, principalmente na presença de água, pelo que um complexo argilo-húmico que só dependesse das das pontes electrostáticas criadas pela presença de iões positivos não duraria muito. Seria um complexo argilo-húmico muito instável.
A atividade biológica reveste os elementos «argila + húmus + iões» em uma estrutura húmica designada por glomalina, estabilizando assim o complexo e tornando-o resistente à degradação pela água. A formação desta estrutura húmica é realizada principalmente no trato digestivo de minhocas, mas também, provavelmente, por organismos da fauna do solo (e também da componente fúngica) pertencentes a outros grupos taxonómicos. Aqui, jogam fungos (especialmente fungos micorrízicos da ordem Glomerales) porque são produtores de glomalina. Daí a grande importância do fornecimento de madeira ramial fragmentada e do cultivo de plantas com micorrizas para promover a produção de colas húmicas e estabilizar os agregados, daí a importância da acumulação de materiais sobre o solo.
Os solos que permitem a criação de CAH devem, portanto, ter:
1. um bom teor de argila de boa qualidade (montmorilonites ou alofanas);
2. serem ricos em matéria orgânica fresca com degradação lenta e rápida (ricos em húmus);
3. um bom teor em iões positivos com capacidade floculante (Ca2+ > H+ > Mg2+ > K+ > Na+);
4. ter um biota do solo ativo (pedofauna, plantas simbióticas) capaz de promover uma boa mistura no seio do solo;
5. ter um bom sistema de drenagem permitindo que a água esteja presente sem ser em excesso, evitando a asfixia do solo e a consequente anaerobiose.

A capacidade dos solos de formar complexos argilo-húmicos e constituir um reservatório de nutrientes para as plantas pode ser demonstrada por uma experiência que consiste em despejar diferentes amostras de solo em dois funis munidos de um filtro (no primeiro funil adicionamos eosina que deve sua cor à presença de aniões, no segundo uma solução de azul de metileno que deve sua cor a catiões). O filtrado vermelho na saída do primeiro funil mostra que os aniões não são fixados pela terra. O filtrado incolor a azul transparente (dependendo da amostra) na saída do segundo funil mostra que o CAH liga mais ou menos os catiões. Se for adicionada uma solução de cloreto de cálcio, o filtrado é azul mais escuro que o anterior, sugerindo que os catiões fixados no CAH são trocáveis.